# Siegelsdorf (Altendorf)
Siegelsdorf ist ein Ortsteil der Gemeinde Altendorf im Oberpfälzer Landkreis Schwandorf, Bayern, und Mitglied der Verwaltungsgemeinschaft Nabburg.

## Geographie
Siegelsdorf liegt 2,5 Kilometer nordöstlich von Altendorf im Murachtal. Siegelsdorf liegt auf der Nordseite der Staatsstraße 2159. Südlich dieser Straße fließt die Murach.

## Geschichte
Die Endung des Namens Siegelsdorf -dorf deutet darauf hin, dass Siegelsdorf im Rahmen der bayerischen Landnahme im 9. bis 11. Jahrhundert entstanden ist.
Im Salbuch von 1473/75 wurde Siegelsdorf (auch: Sitelsdorff, Sittelsdorf, Siglersdorf, Siglstorf) mit einem Geldzins von 3 Schilling 15 Pfennig erwähnt. Im Salbuch von 1513 war Siegelsdorf mit Jägergeld jährlich von 2 Höfen, 3 Halbhöfen und einem Lehen verzeichnet. Im Amtsverzeichnis von 1596 erschien Siegelsdorf mit einem Hof und 3 Gütern. Im Türkensteueranlagsbuch von 1606 waren für Siegelsdorf 1 Hof, 3 Güter, 2 Pferde, 6 Ochsen, 8 Kühe, 10 Rinder, 2 Schweine, 45 Schafe, 4 Frischlinge und eine Steuer von 13 Gulden und 9½ Kreuzer eingetragen. Zusätzlich zur Gutsherrschaft Fronhof gehörig ein Gut, ein Haus laut Steuerbuch von 1630 mit 4 Ochsen, 3 Kühen, 2 Kälbern und einer Steuer von 1 Gulden, 42¼ Kreuzer.
Während des Dreißigjährigen Krieges hatte Siegelsdorf konstant in den Jahren 1500, 1523, 1583, 1631, 1658, 1712 jeweils 4 Untertanen. Die Kriegsaufwendungen betrugen 393 Gulden.
Im Herdstättenbuch von 1721 erschien Siegelsdorf mit 5 Anwesen, 5 Häusern und 6 Feuerstätten. Zusätzlich zu Fronhof gehörig 2 Anwesen, 2 Häuser und 2 Feuerstätten. Zusätzlich zu Fuchsberg 1 Anwesen, 1 Haus, 1 Feuerstätte. Im Herdstättenbuch von 1762 erschien Siegelsdorf mit 4 Herdstätten, 2 Inwohnern und einer Herdstätte im Hirtenhaus mit einem Inwohner. Zusätzlich zu Fronhof gehörig 2 Herdstätten, kein Inwohner. Zusätzlich zu Fuchsberg 1 Anwesen, kein Inwohner. 1792 hatte Siegelsdorf 3 hausgesessene Amtsuntertanen. 1808 gab es in Siegelsdorf 4 Anwesen und ein Hirtenhaus. Zusätzlich zu Fronhof gehörig 2 Anwesen. Zusätzlich zu Fuchsberg 1 Anwesen. 1819 gehörten 2 Bauern in Siegelsdorf zur Gutsherrschaft Fronhof.
1808 begann in Folge des Organischen Ediktes des Innenministers Maximilian von Montgelas in Bayern die Bildung von Gemeinden. Dabei wurde das Landgericht Nabburg zunächst in landgerichtische Obmannschaften geteilt. Siegelsdorf kam zur Obmannschaft Altendorf. Zur Obmannschaft Altendorf gehörten: Altendorf, Fronhof, Schirmdorf, Dürnersdorf, Trossau, Siegelsdorf, Oberkonhof und Murglhof.
1811 wurden in Bayern Steuerdistrikte gebildet. Dabei kam Siegelsdorf zum Steuerdistrikt Fronhof. Der Steuerdistrikt Fronhof bestand aus den Dörfern Fronhof und Siegelsdorf. Er hatte 31 Häuser, 207 Seelen, 160 Morgen Äcker, 56 Morgen Wiesen, 50 Morgen Holz, 6 Weiher, 12 Morgen öde Gründe und Wege, 2 Pferde, 36 Ochsen, 40 Kühe, 24 Stück Jungvieh, 20 Schafe und 15 Schweine.
Schließlich wurde 1818 mit dem Zweiten Gemeindeedikt die übertriebene Zentralisierung weitgehend rückgängig gemacht und es wurden relativ selbständige Landgemeinden mit eigenem Vermögen gebildet, über das sie frei verfügen konnten. Hierbei kam Siegelsdorf zur Ruralgemeinde Dürnersdorf. Die Gemeinde Dürnersdorf bestand aus den Ortschaften Dürnersdorf mit 12 Familien, Oberkonhof mit 7 Familien, Trossau mit 8 Familien, Schirmdorf mit 10 Familien und Siegelsdorf mit 5 Familien. 1972 wurde die Gemeinde Dürnersdorf in die Gemeinde Altendorf eingegliedert.
Siegelsdorf gehörte vom 18. bis zum 20. Jahrhundert zur Pfarrei Altendorf, Dekanat Nabburg.

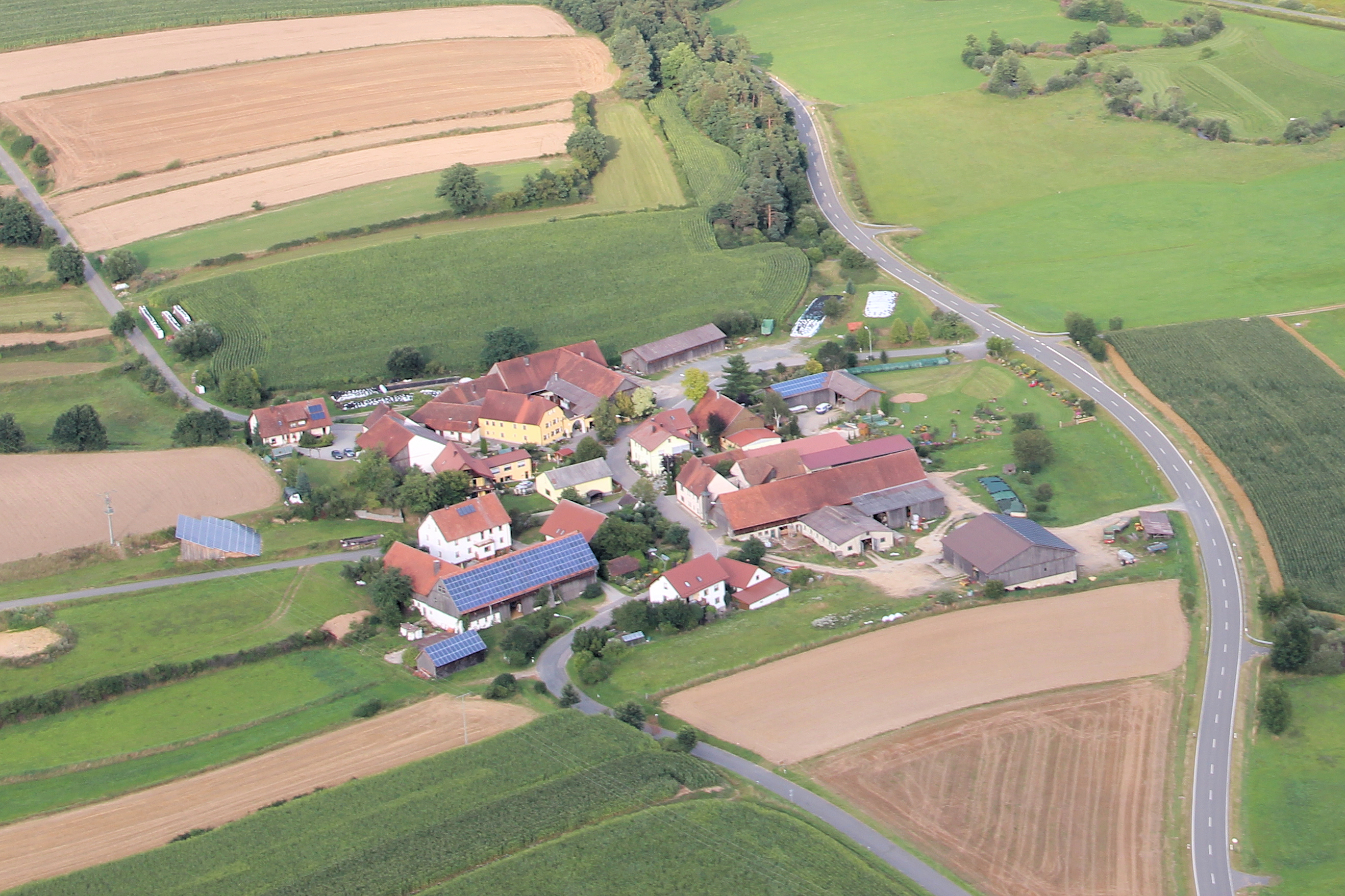
Siegelsdorf (2012)
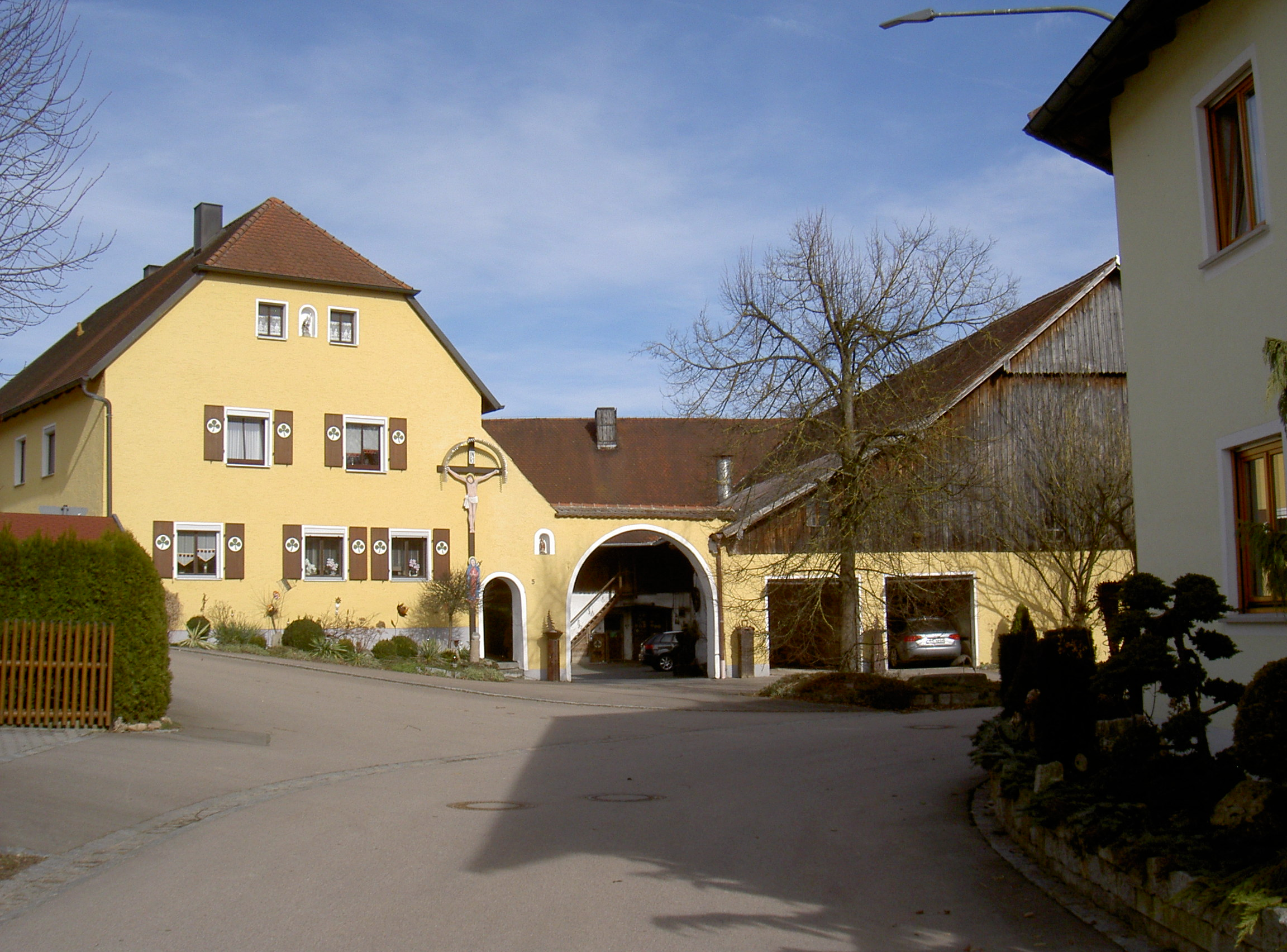
Denkmalgeschützter Dreiseithof
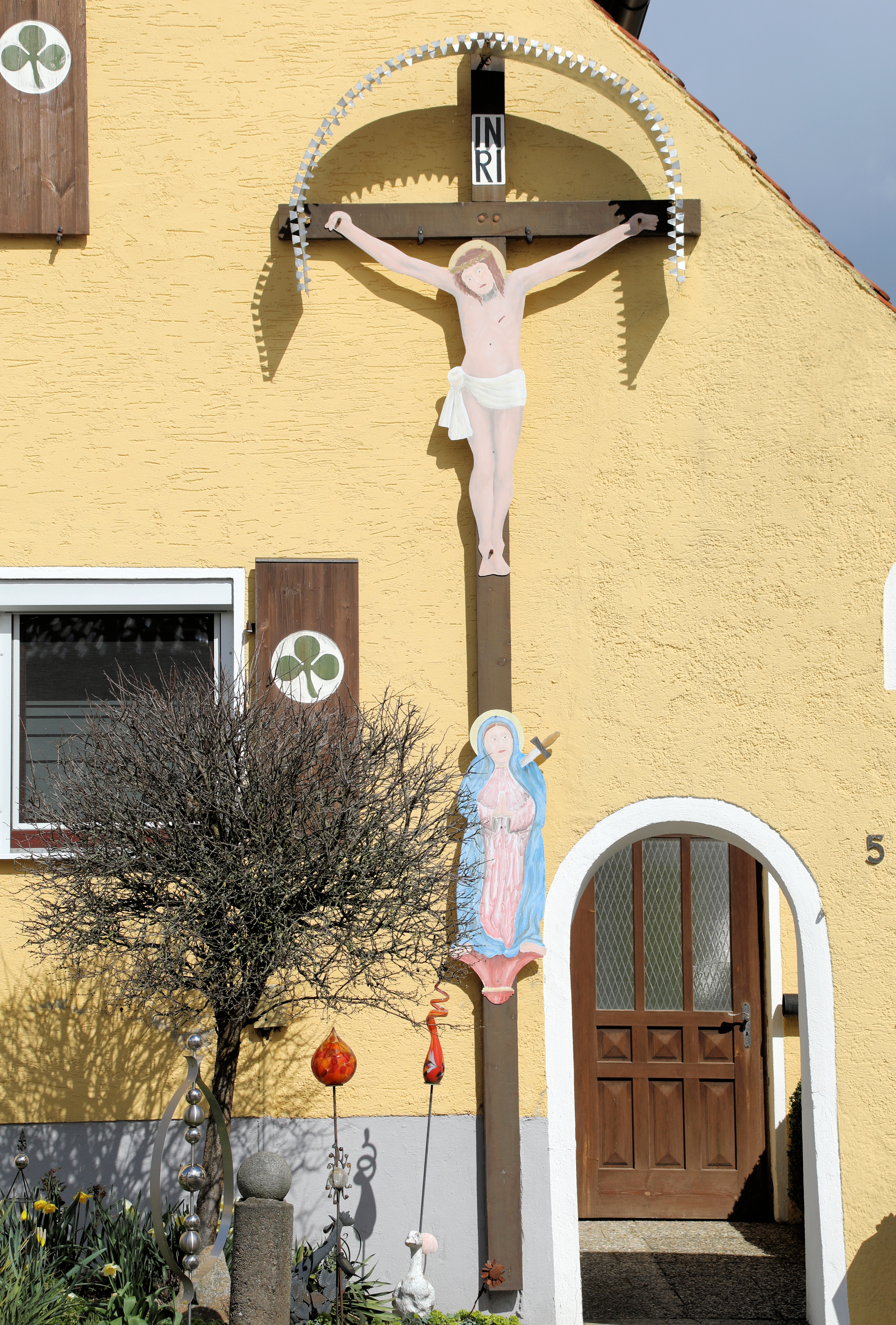
Kreuz am Dreiseithof
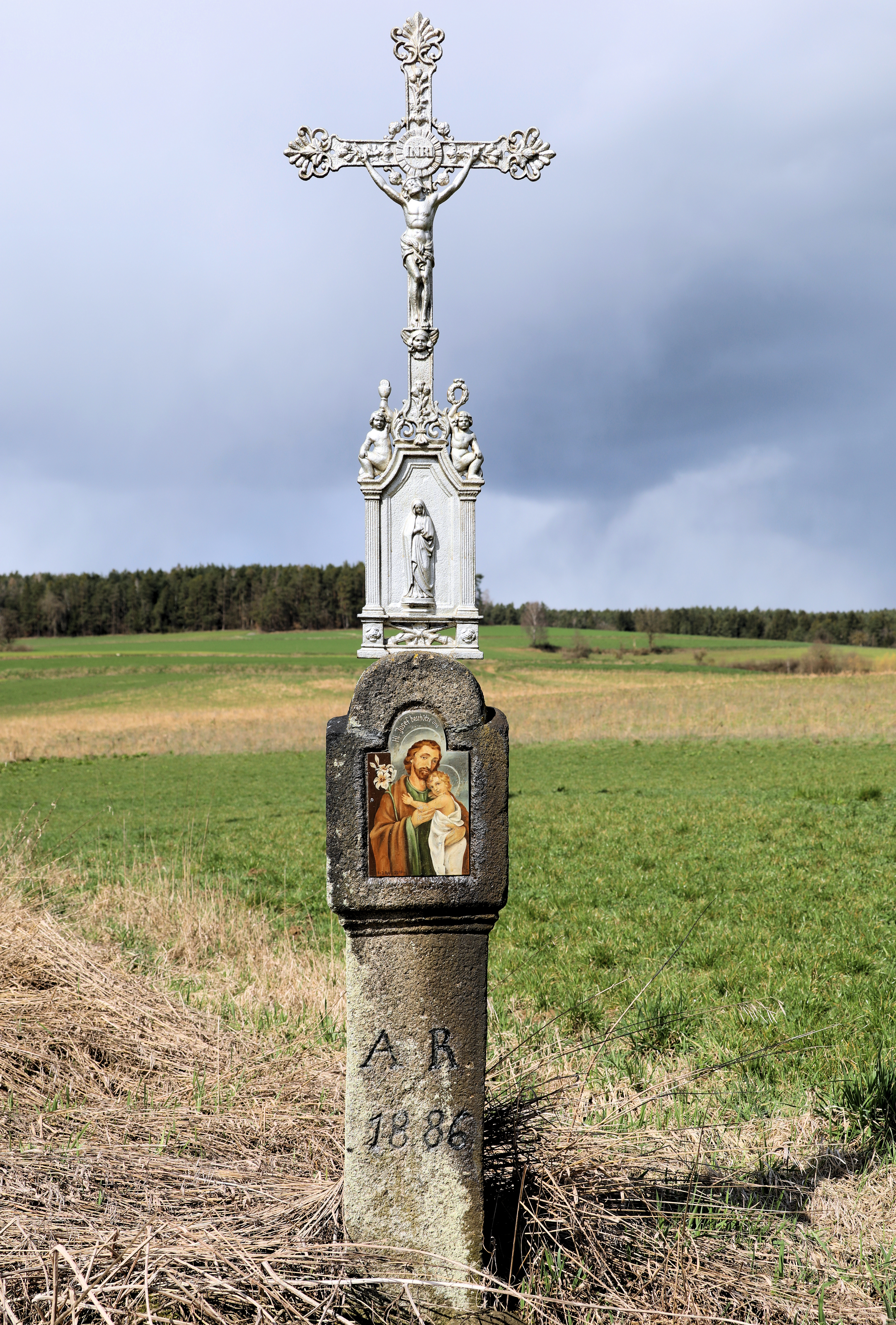
Marterl (2023)
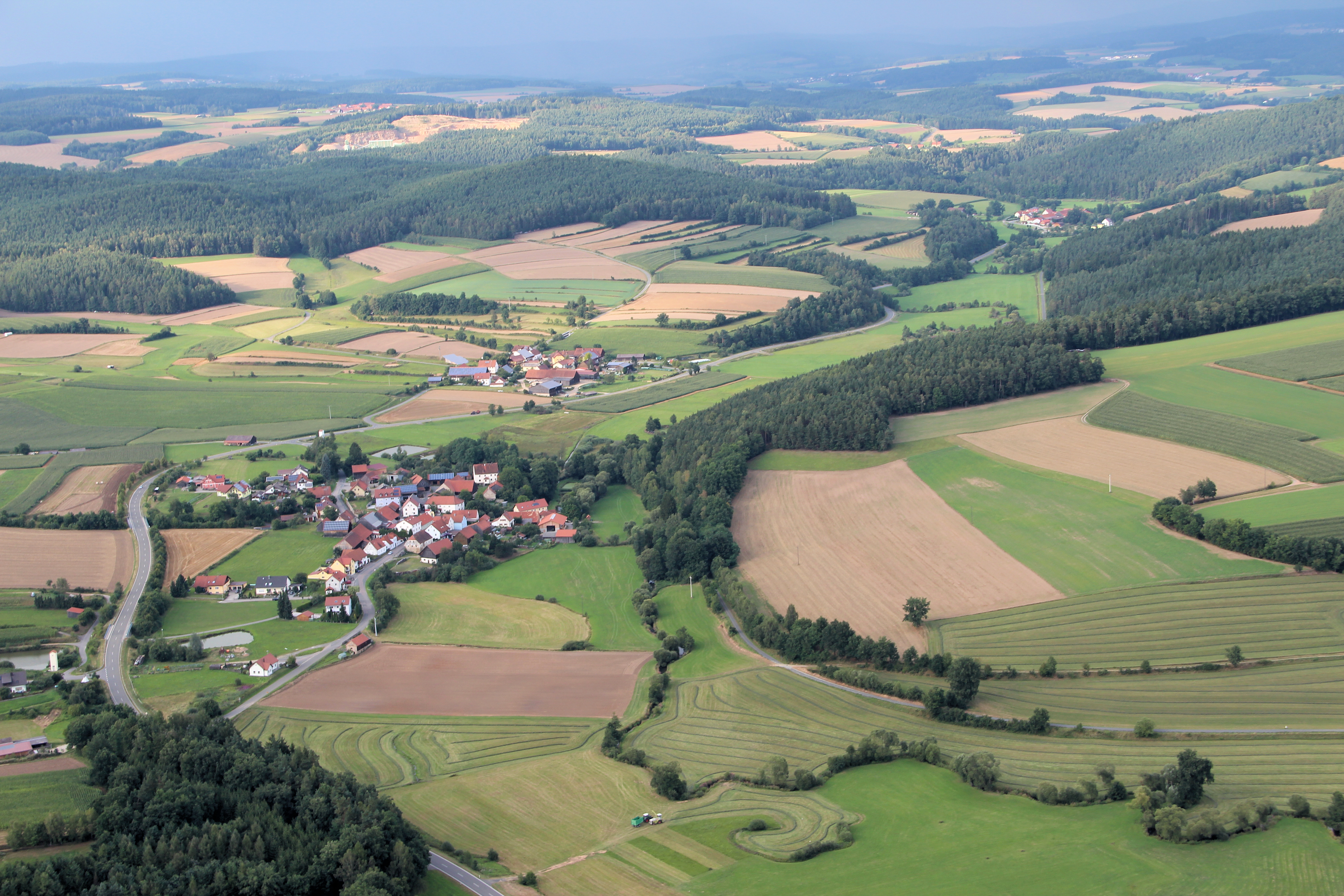
Fronhof, Siegelsdorf

## Einwohnerentwicklung ab 1818
| Jahr | Einwohner  | Gebäude |
| ---- | ---------- | ------- |
| 1818 | 5 Familien | k. A.   |
| 1828 | 45         | 8       |
| 1838 | 69         | 8       |
| 1864 | 55         | 23      |
| 1875 | 57         | 25      |
| 1885 | 55         | 9       |
| 1900 | 46         | 8       |
| 1913 | 47         | 8       |

| Jahr | Einwohner | Gebäude |
| ---- | --------- | ------- |
| 1925 | 45        | 8       |
| 1950 | 46        | 7       |
| 1961 | 43        | 7       |
| 1964 | 43        | 7       |
| 1970 | 45        | k. A.   |
| 1987 | 38        | 7       |
| 2011 | 40        | k. A.   |